# 兰屿冬青
兰屿冬青（学名：Ilex kusanoi），为冬青科冬青属的植物。分布于琉球群岛、台湾等地，目前已由人工引种栽培。

## 别名
草野氏冬青（台湾植物志）